# أنطونيو ميرانتي
أنطونيو ميرانتي (بالإيطالية: Antonio Mirante) (مواليد 8 يوليو 1983 في كاستيلاماري دي ستابيا - إيطاليا) لاعب كرة قدم إيطالي يلعب حاليا لصالح نادي الدرجة الأولى بارما الإيطالي منذ 2009 في مركز حارس مرمى .

## روابط خارجية
- أنطونيو ميرانتي على موقع الاتحاد الأوربي (الإنجليزية)
- أنطونيو ميرانتي على موقع قاعدة بيانات كرة القدم.إي يو (الإنجليزية)
- أنطونيو ميرانتي على موقع Soccerway.com (الإنجليزية)
- أنطونيو ميرانتي على موقع عالم كرة القدم.نت (الإنجليزية)
- أنطونيو ميرانتي على موقع كووورة
- أنطونيو ميرانتي على موقع AS.com (الإسبانية)